# Fontenelle, Territorio di Belfort
Fontenelle là một làng và xã tại tỉnh Territoire de Belfort, vùng Bourgogne-Franche-Comté, đông bắc Pháp.

## Thông tin nhân khẩu
Theo điều tra nhân khẩu năm 1999, xã này có dân số 111.
Ước tính năm 2006 là 112.